# Regan Gough
Regan Gough (Waipukurau, 6 de octubre de 1996) es un deportista neozelandés que compitió en ciclismo en las modalidades de pista, especialista en la prueba de persecución por equipos, y ruta. Su primo Westley Gough también compite en ciclismo.
Ganó tres medallas en el Campeonato Mundial de Ciclismo en Pista entre los años 2015 y 2020.
Participó en dos Juegos Olímpicos de Verano, en Río de Janeiro 2016 y Tokio 2020, ocupando en ambas ocasiones el cuarto lugar en la prueba de persecución por equipos.

## Medallero internacional
| Campeonato Mundial | Campeonato Mundial      | Campeonato Mundial | Campeonato Mundial      |
| Año                | Lugar                   | Medalla            | Competición             |
| ------------------ | ----------------------- | ------------------ | ----------------------- |
| 2015               | Saint-Quentin (Francia) | Medalla de oro     | Persecución por equipos |
| 2017               | Hong Kong (China)       | Medalla de plata   | Persecución por equipos |
| 2020               | Berlín (Alemania)       | Medalla de plata   | Persecución por equipos |

1. ↑  Compitió en la ronda de clasificación.

## Palmarés
2017
- 1 etapa del An Post Rás

2021
- 1 etapa de la New Zealand Cycle Classic

2022
- 1 etapa de la New Zealand Cycle Classic
- Campeonato de Nueva Zelanda Contrarreloj